# Il momento perfetto
Il momento perfetto è il primo album in studio del cantautore italiano Andrea Nardinocchi, pubblicato il 14 febbraio 2013 dalla Giada Mesi.

## Tracce
Testi e musiche di Andrea Nardinocchi.
1. Il momento perfetto – 1:25
2. Un posto per me – 3:51
3. Storia impossibile – 3:43
4. Persi insieme – 3:21
5. Le labbra screpolate – 2:57
6. Tu sei pazzo (feat. Marracash) – 3:20
7. Le pareti (feat. Danti) – 3:13
8. Non mi lascio stare – 3:08
9. Bisogno di te – 3:02
10. Con uno sguardo – 3:27
11. Amare qualcuno – 3:48
12. Come stai – 3:18
13. Confondersi – 3:36
14. Un posto per me (Boberman Rework) – 3:55